# Saison 2017 de l'équipe cycliste Lotto NL-Jumbo
La saison 2017 de l'équipe cycliste Lotto NL-Jumbo est la vingt-deuxième de cette équipe.

## Préparation de la saison 2017

### Sponsors et financement de l'équipe
Les sponsors principaux de l'équipe sont les mêmes depuis 2015. Les dirigeants de l'équipe se sont engagés en septembre 2014 avec De Lotto, la loterie nationale néerlandaise, et Brand Loyalty, sponsor éponyme d'une équipe de patinage de vitesse. Cette dernière et l'équipe cycliste fusionnent alors leur structure. La chaîne de supermarchés Jumbo s'engage comme deuxième sponsor. L'équipe cycliste, comme celle de patinage de vitesse, prend le nom de Lotto NL-Jumbo,. En 2016, la loterie néerlandaise, Brand Loyalty et Jumbo prolongent leur engagement jusque fin 2018,. Le budget de l'équipe en 2017 est d'environ 9 millions d'euros, et de 13 millions d'euros pour la structure incluant l'équipe de patinage de vitesse,.
Bianchi est le fournisseur de cycles de l'équipe.

### Arrivées et départs
| Arrivées              | Équipe 2016                 |
| --------------------- | --------------------------- |
| Lars Boom             | Astana                      |
| Stef Clement          | IAM                         |
| Floris De Tier        | Topsport Vlaanderen-Baloise |
| Amund Grøndahl Jansen | Joker Byggtorget            |
| Juan José Lobato      | Movistar                    |
| Daan Olivier          | WV De Jonge Renner          |
| Antwan Tolhoek        | Roompot-Oranje Peloton      |
| Jurgen Van den Broeck | Katusha                     |
| Gijs Van Hoecke       | Topsport Vlaanderen-Baloise |

| Départs            | Équipe 2017            |
| ------------------ | ---------------------- |
| Marc Goos          | ?                      |
| Moreno Hofland     | Lotto-Soudal           |
| Wilco Kelderman    | Sunweb                 |
| Mike Teunissen     | Sunweb                 |
| Maarten Tjallingii | retraite               |
| Tom Van Asbroeck   | Cannondale-Drapac      |
| Dennis van Winden  | Israel Cycling Academy |
| Sep Vanmarcke      | Cannondale-Drapac      |

## Déroulement de la saison
L'équipe Lotto NL-Jumbo commence sa saison en janvier, en Australie, avec le Tour Down Under, première épreuve UCI World Tour de l'année. Robert Gesink y est le leader. Il est accompagné de Koen Bouwman, Paul Martens, Bert-Jan Lindeman, Enrico Battaglin, Robert Wagner et Alexey Vermeulen. Neuvième d'étape à Willunga, Robert Gesink termine huitième du classement général. Les mêmes coureurs disputent ensuite la Cadel Evans Great Ocean Road Race, nouvelle épreuve du World Tour. Présents dans le groupe de tête, Paul Martens et Robert Gesink prennent les dixième et onzième places.
Au Dubai Tour, Dylan Groenewegen est deux fois deuxième d'étapes derrière Marcel Kittel, et termine deuxième et meilleur jeune du classement général.
Lotto NL-Jumbo commence le Tour de la Communauté valencienne avec un résultat en deçà de ses attentes en contre-la-montre par équipes (5e). Le lendemain, Primož Roglič prend la troisième place de l'étape à Dénia. Lors de la quatrième étape, « étape-reine » de cette course remportée par Nairo Quintana, deux coureurs de l'équipe figurent parmi les dix premiers : Primož Roglič, cinquième, et Steven Kruijswijk, huitième. Ce dernier termine à la même place au classement général, ce qui constitue pour lui une entame de saison satisfaisante, de même que pour Nico Verhoeven, satisfait de l'intégration de Jurgen Van den Broeck et Stef Clement.

## Coureurs et encadrement technique

### Effectif
| Cycliste              | Date de naissance | Nationalité      | Équipe 2016                 |  |
| --------------------- | ----------------- | ---------------- | --------------------------- |  |
| Enrico Battaglin      | 17 novembre 1989  | Italie           | Lotto NL-Jumbo              |  |
| George Bennett        | 7 avril 1990      | Nouvelle-Zélande | Lotto NL-Jumbo              |  |
| Lars Boom             | 30 décembre 1985  | Pays-Bas         | Astana                      |  |
| Koen Bouwman          | 2 décembre 1993   | Pays-Bas         | Lotto NL-Jumbo              |  |
| Victor Campenaerts    | 28 octobre 1991   | Belgique         | Lotto NL-Jumbo              |  |
| Twan Castelijns       | 23 janvier 1989   | Pays-Bas         | Lotto NL-Jumbo              |  |
| Stef Clement          | 24 septembre 1982 | Pays-Bas         | IAM                         |  |
| Floris De Tier        | 20 janvier 1992   | Belgique         | Topsport Vlaanderen-Baloise |  |
| Robert Gesink         | 31 mai 1986       | Pays-Bas         | Lotto NL-Jumbo              |  |
| Amund Grøndahl Jansen | 11 février 1994   | Norvège          | Joker Byggtorget            |  |
| Dylan Groenewegen     | 21 juin 1993      | Pays-Bas         | Lotto NL-Jumbo              |  |
| Martijn Keizer        | 25 mars 1988      | Pays-Bas         | Lotto NL-Jumbo              |  |
| Steven Kruijswijk     | 7 juin 1987       | Pays-Bas         | Lotto NL-Jumbo              |  |
| Steven Lammertink     | 4 décembre 1993   | Pays-Bas         | Lotto NL-Jumbo              |  |
| Tom Leezer            | 26 décembre 1985  | Pays-Bas         | Lotto NL-Jumbo              |  |
| Bert-Jan Lindeman     | 16 juin 1989      | Pays-Bas         | Lotto NL-Jumbo              |  |
| Juan José Lobato      | 30 décembre 1988  | Espagne          | Movistar                    |  |
| Paul Martens          | 26 octobre 1983   | Allemagne        | Lotto NL-Jumbo              |  |
| Daan Olivier          | 24 novembre 1992  | Pays-Bas         | WV De Jonge Renner          |  |
| Primož Roglič         | 29 octobre 1989   | Slovénie         | Lotto NL-Jumbo              |  |
| Timo Roosen           | 11 janvier 1993   | Pays-Bas         | Lotto NL-Jumbo              |  |
| Bram Tankink          | 3 décembre 1978   | Pays-Bas         | Lotto NL-Jumbo              |  |
| Antwan Tolhoek        | 29 avril 1994     | Pays-Bas         | Roompot-Oranje Peloton      |  |
| Jurgen Van den Broeck | 1er février 1983  | Belgique         | Katusha                     |  |
| Jos van Emden         | 18 février 1985   | Pays-Bas         | Lotto NL-Jumbo              |  |
| Gijs Van Hoecke       | 12 novembre 1991  | Belgique         | Topsport Vlaanderen-Baloise |  |
| Alexey Vermeulen      | 16 décembre 1994  | États-Unis       | Lotto NL-Jumbo              |  |
| Robert Wagner         | 17 avril 1983     | Allemagne        | Lotto NL-Jumbo              |  |
| Maarten Wynants       | 13 mai 1982       | Belgique         | Lotto NL-Jumbo              |  |
| Stagiaire             | Date de naissance | Nationalité      | Équipe 2017                 |  |
| Adriaan Janssen       | 12 décembre 1995  | Pays-Bas         | Lotto NL-Jumbo              |  |

### Encadrement
L'équipe est dirigée depuis fin 2012 par Richard Plugge, jusqu'alors responsable de la communication de l'équipe, et ancien rédacteur en chef du journal sportif NUsport (nl).
Plusieurs changements sont intervenus dans l'encadrement de Lotto NL-Jumbo durant l'intersaison. Nico Verhoeven occupe désormais une fonction de « directeur de course » (race director), qui l'amène à se concentrer sur les stratégies et tactiques de course. Merijn Zeeman, nommé sportive director, est responsable de la politique sportive globale et est moins présent en course. Il demeure néanmoins l'entraîneur de Steven Kruijswijk. Deux directeurs sportifs viennent renforcer l'équipe : Grischa Niermann et Sierk Jan de Haan. Les autres directeurs sportifs sont Frans Maassen, Jan Boven et Addy Engels. Mathieu Heijboer est high performance manager de l'équipe.

## Bilan de la saison

### Victoires
Lotto NL-Jumbo obtient 25 victoires durant cette saison, auxquelles s'ajoute le titre de champion d'Europe du contre-la-montre décroché par Victor Campenaerts sous le maillot de l'équipe de Belgique,,.
| Date       | Course                                                   | Pays        | Classe | Vainqueur          |
| ---------- | -------------------------------------------------------- | ----------- | ------ | ------------------ |
| 17/02/2017 | 3e étape du Tour d'Andalousie                            | Espagne     | 2.HC   | Victor Campenaerts |
| 19/02/2017 | Classement général du Tour de l'Algarve                  | Portugal    | 2.HC   | Primož Roglič      |
| 05/03/2017 | À travers la Flandre-Occidentale-Johan Museeuw Classique | Belgique    | 1.1    | Jos van Emden      |
| 06/04/2017 | 4e étape du Tour du Pays basque                          | Espagne     | 2.WT   | Primož Roglič      |
| 08/04/2017 | 6e étape du Tour du Pays basque                          | Espagne     | 2.WT   | Primož Roglič      |
| 28/04/2017 | 1re étape du Tour de Yorkshire                           | Royaume-Uni | 2.1    | Dylan Groenewegen  |
| 30/04/2017 | 5e étape du Tour de Romandie                             | Suisse      | 2.WT   | Primož Roglič      |
| 18/05/2017 | 2e étape du Tour de Norvège                              | Norvège     | 2.HC   | Dylan Groenewegen  |
| 20/05/2017 | 4e étape du Tour de Norvège                              | Norvège     | 2.HC   | Dylan Groenewegen  |
| 20/05/2017 | Classement général du Tour de Californie                 | États-Unis  | 2.WT   | George Bennett     |
| 25/05/2017 | 2e étape du Tour des Fjords                              | Norvège     | 2.1    | Timo Roosen        |
| 28/05/2017 | 21e étape du Tour d'Italie                               | Italie      | WT     | Jos van Emden      |
| 06/06/2017 | 3e étape du Critérium du Dauphiné                        | France      | WT     | Koen Bouwman       |
| 14/06/2017 | Prologue du Ster ZLM Toer                                | Pays-Bas    | 2.1    | Primož Roglič      |
| 15/06/2017 | 1re étape du Ster ZLM Toer                               | Pays-Bas    | 2.1    | Dylan Groenewegen  |
| 16/06/2017 | 2e étape du Ster ZLM Toer                                | Pays-Bas    | 2.1    | Dylan Groenewegen  |
| 19/07/2017 | 17e étape du Tour de France                              | France      | WT     | Primož Roglič      |
| 23/07/2017 | 21e étape du Tour de France                              | France      | WT     | Dylan Groenewegen  |
| 09/08/2017 | 1re étape du Tour de l'Ain                               | France      | 2.1    | Juan José Lobato   |
| 11/08/2017 | 5e étape du BinckBank Tour                               | Pays-Bas    | WT     | Lars Boom          |
| 07/09/2017 | 5e étape du Tour de Grande-Bretagne                      | Royaume-Uni | 2.HC   | Lars Boom          |
| 09/09/2017 | 7e étape du Tour de Grande-Bretagne                      | Royaume-Uni | 2.HC   | Dylan Groenewegen  |
| 10/09/2017 | Classement général du Tour de Grande-Bretagne            | Royaume-Uni | 2.HC   | Lars Boom          |
| 14/10/2017 | Tacx Pro Classic                                         | Pays-Bas    | 1.1    | Timo Roosen        |
| 23/10/2017 | 5e étape du Tour de Guangxi                              | Chine       | 2.WT   | Dylan Groenewegen  |

### Résultats sur les courses majeures
Les tableaux suivants représentent les résultats de l'équipe dans les principales courses du calendrier international (les cinq classiques majeures et les trois grands tours). Pour chaque épreuve est indiqué le meilleur coureur de l'équipe, son classement ainsi que les accessits glanés par Lotto NL-Jumbo sur les courses de trois semaines.

#### Classiques
| Classique            | Milan-San Remo      | Tour des Flandres  | Paris-Roubaix       | Liège-Bastogne-Liège | Tour de Lombardie       |
| -------------------- | ------------------- | ------------------ | ------------------- | -------------------- | ----------------------- |
| Coureur (classement) | Jos van Emden (22e) | Bram Tankink (58e) | Jos van Emden (33e) | Antwan Tolhoek (40e) | Steven Kruijswijk (28e) |

#### Grands tours
| Grand tour           | Tour d'Italie                      | Tour de France                                          | Tour d'Espagne         |
| -------------------- | ---------------------------------- | ------------------------------------------------------- | ---------------------- |
| Coureur (classement) | Stef Clement (23e)                 | Primož Roglič (38e)                                     | Steven Kruijswijk (9e) |
| Accessits            | 1 victoire d'étape (Jos van Emden) | 2 victoires d'étapes (Primož Roglič, Dylan Groenewegen) | -                      |

### Classement UCI
LottoNL-Jumbo termine à la 16e place du classement par équipes du World Tour avec 4846 points. Ce total est obtenu par l'addition des points de ses coureurs au classement individuel. Le coureur de l'équipe le mieux classé est Primož Roglič, 27e avec 1191 points.
| Rang | Coureur               | Points |
| ---- | --------------------- | ------ |
| 27   | Primož Roglič         | 1191   |
| 60   | Dylan Groenewegen     | 678    |
| 64   | Steven Kruijswijk     | 667    |
| 73   | George Bennett        | 566    |
| 100  | Robert Gesink         | 359    |
| 124  | Juan José Lobato      | 225    |
| 125  | Jos van Emden         | 218    |
| 145  | Lars Boom             | 158    |
| 167  | Paul Martens          | 123    |
| 180  | Enrico Battaglin      | 103    |
| 189  | Stef Clement          | 98     |
| 198  | Koen Bouwman          | 89     |
| 221  | Bram Tankink          | 73     |
| 236  | Antwan Tolhoek        | 63     |
| 243  | Floris De Tier        | 60     |
| 266  | Daan Olivier          | 46     |
| 283  | Timo Roosen           | 38     |
| 312  | Gijs Van Hoecke       | 27     |
| 324  | Maarten Wynants       | 24     |
| 337  | Alexey Vermeulen      | 22     |
| 366  | Amund Grøndahl Jansen | 12     |
| 419  | Jurgen Van den Broeck | 3      |
| 420  | Robert Wagner         | 3      |